# Synagoga Na Górce w Krakowie
Synagoga Na Górce w Krakowie (jid. Auf'n Bergel) – nieistniejąca synagoga znajdująca się na Kazimierzu w Krakowie, przy ulicy Szerokiej.
Synagoga została założona na początku XVII wieku przez Mojżesza Jakubowicza dla swojego zięcia Natana Spiry, rabina i znanego kabalisty. Stała ona pomiędzy budynkiem nr 22 a Synagogą Starą.  Na piętrze budynku znajdowała się główna sala modlitewna z uczelnią, na parterze mykwa i inne pomieszczenia.
Podczas II wojny światowej, w marcu 1941 roku polscy mieszkańcy Kazimierza zburzyli synagogę. Powodem tego miała być plotka, która mówiła, że w budynku podobno ukryte jest złoto. Nic jednak nie znaleziono.
Obecnie po budynku zachowały się jedynie ledwie widoczne fundamenty.